# Code Name.1 Brother Sun
『Code Name.1 Brother Sun』（コード・ネーム・ワン・ブラザー・サン）は、CHAGE&ASKA（現：CHAGE and ASKA）の17作目のオリジナル・アルバム。1995年6月28日に発売された。発売元はポニーキャニオン。
1998年3月11日、2001年5月23日はCDとして、2009年11月25日はSHM-CDとして再発売された。

## 背景
前作『RED HILL』までは年に1枚のペースでオリジナル・アルバムが発売されていたが、多忙なスケジュール（新曲のレコーディングやライブ公演）によって、ASKAが「もはや不可能では...」と公言していた。そのようなこともあり、前作からおよそ1年8か月ぶりとなる作品となった。
本作と次作『CODE NAME.2 SISTER MOON』は1972年公開の映画『ブラザー・サン シスター・ムーン』から名付けられ、ASKAが映画を観た際に映像の綺麗さに感銘を受けたことが由来している。ASKAは『Code Name.1』の部分も含め、本作に映画のタイトルを付けた理由はひらめきであることを明かしている:311-312。

## 音楽性
1994年にはCHAGE（現：Chage）とASKAがお互い、ソロ活動を行うためにソロ楽曲の制作に向けて準備を行っていた。1995年に入り、CHAGE&ASKAとしての活動が迫っていたことがあり、更に2人の楽曲制作が活発化した。この間、シングルとして発表した楽曲や、レコーディングしていった曲を合わせると、1枚のアルバムでは収まりきれないほどの曲数になっていた。2枚組にして発売する案もあったが、敢えてそれをせずに「貝殻の片方は、やがて皆の前に現れることだろう」との予告つきで、本作が発売された。
前作では様々なジャンルの音楽を取り入れ、多彩な楽曲が収録されていたが、本作では制作途中に2人が新しい楽器に触れたこともあり、ギターサウンドを取り入れた作品が主に収録されている。きっかけとして、CHAGEは1994年にアメリカへ旅行をした際に現地の人や音楽、さらに風景を見たことが影響しており、さらにミシシッピ州で手に入れたギブソンのギターで本作のレコーディングを行っている:304-305。ASKAは、1994年に自身のソロアルバム『NEVER END』のレコーディングでアメリカ・ラスベガスへ行った時の出来事がきっかけである。ASKAはスタジオで一緒に作業を行ったケヴィン・ギルバートのギターを借り、弾き終わって、椅子の上に置いたギターが落下してしまい破損してしまった。そのギターはケヴィンがリースで使用していたギターであったことから、ASKAはそのギターを買い取り、日本で修理するために持ち帰ってきた。修理した後に弾くと今まで使用していたギターとは異なった音色を奏でたことが面白くなって、長い時間もギターを弾いていた際に楽曲が出来上がってきたという:308。
当初、ASKAは本作の曲順に納得しておらず、工場でCDをプレスする前日に本作の曲順を変えたマスターを工場へ持って行って取り替えている。ASKAは「本当は許されないことだが、スタッフが僕らの納得しない限り誰も次へ進めないって思ってくれた。みんなが必死に動いてくれた。」と公言している:311。

## リリース
2009年11月25日には、紙ジャケット・シリーズの一環としてSHM-CD仕様でヤマハミュージックコミュニケーションズより再発売された。

## ツアー
本作の発売後に7月から1996年1月まで国内アリーナ60公演となるコンサートツアー『SUPER BEST 3 MISSION IMPOSSIBLE』を開催。また、2度目の海外公演『ASIAN TOUR II - MISSION IMPOSSIBLE』を台湾・香港・シンガポールで開催した。

## チャート成績
オリコン集計による累計売上枚数は75.0万枚を記録し、オリジナル・アルバムとして『TREE』から続いた連続ミリオンは前作までの3作で途切れた。

## 収録曲
| #         | タイトル                                              | 作詞      | 作曲            | 編曲             | 時間  |
| --------- | ----------------------------------------------------- | --------- | --------------- | ---------------- | ----- |
| 1.        | 「君の好きだった歌」                                  | 飛鳥涼    | 飛鳥涼          | 十川知司         | 2:44  |
| 2.        | 「Something There」(英訳詞：CHARLIE MIDNIGHT（英語）) | 飛鳥涼    | 飛鳥涼          | 飛鳥涼、松本晃彦 | 6:06  |
| 3.        | 「BROTHER」                                           | 飛鳥涼    | 飛鳥涼          | 飛鳥涼、十川知司 | 5:22  |
| 4.        | 「201号」                                             | 飛鳥涼    | 飛鳥涼、西川進  | 飛鳥涼、西川進   | 4:26  |
| 5.        | 「めぐり逢い」                                        | 飛鳥涼    | 飛鳥涼          | 澤近泰輔         | 5:52  |
| 6.        | 「紫陽花と向日葵」                                    | CHAGE     | CHAGE           | 服部隆之         | 5:53  |
| 7.        | 「can do now」                                        | 飛鳥涼    | 飛鳥涼          | 飛鳥涼、十川知司 | 5:28  |
| 8.        | 「ベンチ」                                            | CHAGE     | CHAGE           | 十川知司         | 5:07  |
| 9.        | 「ある晴れた金曜日の朝」                              | 飛鳥涼    | 飛鳥涼          | 松本晃彦         | 5:46  |
| 10.       | 「From coast to coast」                               | CHAGE     | CHAGE           | 澤近泰輔         | 6:26  |
| 11.       | 「NATURAL」                                           | 飛鳥涼    | CHAGE、村上啓介 | 村上啓介         | 6:39  |
| 12.       | 「NO PAIN NO GAIN」                                   | 飛鳥涼    | 飛鳥涼          | 飛鳥涼、澤近泰輔 | 5:27  |
| 13.       | 「HEART」                                             | 飛鳥涼    | 飛鳥涼          | 十川知司         | 6:08  |
| 合計時間: | 合計時間:                                             | 合計時間: | 合計時間:       | 合計時間:        | 71:24 |

## 楽曲解説
1. 君の好きだった歌
アルバムの序曲として収録した。1コーラスのみとなっているが、これは当初次作の発売の際にフルコーラスを収録して本作と次作を繋げる意味合いを持った楽曲にする予定であったからである[7]。最終的に『CODE NAME.2』には収録されず、同作のブックレットにASKAの散文詩「君の好きだった歌」として詩が記載される形となった。
2010年に発売されたASKAのソロアルバム『君の知らない君の歌』にてセルフカバーされ、新たな歌詞が加えられフルコーラスで収録された[8]。
2. Something There
1995年5月10日に発売された37枚目シングル。特に記載はないが、シングル音源とはミックスが異なる。
3. BROTHER
ASKAは、自分のことをわかってくれる者に「よう、兄弟」と言えるような感覚で作ったという。また、この曲がきっかけで本作の方向性を決めることができたとしている[7]。
4. 201号
ASKAがギター1本だけで制作を行った楽曲で、アレンジは十川知司の紹介でギタリストの西川進が担当している[3]:306。CHAGE&ASKAというふたり組が、お互いの存在を活かせるハモリの楽曲を作ったという[2]。そのため、イントロからエンディングまでCHAGEとASKAがハモって唄っている[3]:310。
歌詞は、CHAGEと歌える共通するテーマを考えたら引っ越しが浮かんだという[7]。
5. めぐり逢い
1994年11月16日に発売された36枚目シングル。
6. 紫陽花と向日葵
シングル「Something There」のカップリング曲。
7. can do now
ASKAが「201号」とともに10年ぶりにアコースティック・ギターで作曲した楽曲[7]。
ミュージック・ビデオが制作されており、2003年に発売されたMV集『MUSIC ON FILMS』に収録されている。
8. ベンチ
メロディはギター・サウンドだが、歌詞の内容は爺ちゃんと婆ちゃんを歌っている。「軍艦」や「戦争」といった歌詞が出てくる。CHAGEは、穏やかだけれど重みがあり、計り知れない深い愛情を書いてみたと述べている[7]。
9. ある晴れた金曜日の朝
"自分が死んで生まれ変わったら、ビートルズの5人目になっていた" という物語風の歌詞になっている[7]。
10. From coast to coast
From coast to coast は、ウエストコースト（西海岸）からイーストコースト（東海岸）、つまり大きく離れている場合の例えとして使われる言葉であるらしい。詞は男の弱さを出していて、「男にもこういうときがあるんだよ」ということを書いてみたという[7]。
11. NATURAL
1994年8月3日に発売された35枚目シングル「HEART/NATURAL/On Your Mark」収録曲。特に記載はないが、シングル音源とはミックスが異なる。
12. NO PAIN NO GAIN
タイトルは、"痛みなしでは得られない" という意味。物事が進まないからといって、その瞬間で答えを出してしまうマイナス感を否定した歌である[7]。
13. HEART
シングル「HEART/NATURAL/On Your Mark」収録曲。

## 参加ミュージシャン
| 君の好きだった歌 - Bass, Cello, Psaltery & Mandolin：渡辺等 - Synthesizer Sound Designer：中山信彦 - Keyboards：十川知司 Something There - Drums：江口信夫 - Synthesizer Sound Designer：大竹徹夫 - Electric Guitar：鈴川真樹 - Keyboards：松本晃彦 - Chorus：Melodie Sexton, Wornell Jones BROTHER - Electric Guitar, Bass & Acoustic Guitar：西川進 - Acoustic Piano & Keyboards：十川知司 - Synthesizer Sound Designer：中山信彦 - Tambourine：黒田有紀 201号 - Acoustic Guitar：西川進 めぐり逢い - Drums：山木秀夫 - Bass：美久月千晴 - Acoustic Guitar：村上啓介 - Electric Guitar & Acoustic Guitar：角田順 - Acoustic Piano：中西康晴、福島健太郎 - Synthesizer Sound Designer：中山信彦 - Keyboards：澤近泰輔 - Chorus：菅井えり、下成佐登子、中林たら 紫陽花と向日葵 - Mandolin：和智秀樹 - Trombone：村田陽一 - Banjo：阿部寛 - Acoustic Guitar：田代耕一郎 - Baritone Sax & Clarinet：平原まこと - Clarinet：吉永寿 - Wood Bass：高水健司 - Drums：藤井信雄 - Harp：早川りさこ - Acoustic Piano：倉田信雄 - Percussion：菅原裕紀 - Synthesizer Sound Designer：渋谷年治 can do now - Drums：Neil Conti - Bass：Pino Palladino - Electric Guitar, Acoustic Guitar & Mandolin：西川進 - Keyboards & Pianica：十川知司 - Synthesizer Sound Designer：中山信彦 | ベンチ - Electric Guitar, Bass, Acoustic Guitar, Mandolin & Ukulele：西川進 - Acoustic Piano & Keyboards：十川知司 - Synthesizer Sound Designer：中山信彦 ある晴れた金曜日の朝 - Drums：Neil Conti - Bass：Pino Palladino - Synthesizer Sound Designer：森下晃 - Electric Guitar & Acoustic Guitar：鈴川真樹 - Keyboards & Organ：松本晃彦 - Piccolo Trumpet & Trumpet：荒木敏男 - Trombone：村田陽一 - Acoustic Guitar for Outro：村田努 - Electric Piano for Outro：福島健太郎 - Chorus：黒田有紀、中林たら、Friend of ASKA From coast to coast - Drums：Neil Conti - Bass：Pino Palladino - Electric Guitar：鈴川真樹 - Electric Guitar, Acoustic Guitar & Mandolin：西川進 - Synthesizer Sound Designer：浦田恵司 - Keyboards：澤近泰輔 - Shaker：黒田有紀 NATURAL - Drums：湊雅史 - Bass：美久月千晴 - Electric Guitar, Acoustic Guitar & Keyboards：村上啓介 - Synthesizer Sound Designer：中山信彦 NO PAIN NO GAIN - Drums：Neil Conti - Bass：Pino Palladino - Electric Guitar & Acoustic Guitar：鎌田ジョージ - Acoustic Piano：中西康晴、澤近泰輔 - Electric Guitar Solo：村上啓介 - Synthesizer Sound Designer：浦田恵司 - Keyboards：澤近泰輔 - Chorus：黒田有紀 HEART - Drums：島村英二 - Bass：美久月千晴 - Electric Guitar：角田順、是永巧一 - Acoustic Piano：重実徹 - Synthesizer Sound Designer：中山信彦 - Keyboards：十川知司 - Chorus：河合夕子、下成佐登子、中林たら |

## アルバム曲のその他収録作品
※シングル収録曲は、｢HEART/NATURAL/On Your Mark｣・｢めぐり逢い｣・｢Something There｣の項目を参照。
君の好きだった歌
- 倆角形 Duet Angle 20th anniversary （1999年）
- SCENE III （2005年）※｢君の好きだった歌へのプロローグ｣というタイトルのインストゥルメンタルを収録
- 君の知らない君の歌 （2010年）※ASKAがフルコーラスに再構成してセルフカバーした音源を収録

201号
- 君の知らない君の歌 （2010年）

ベンチ
- 恰克 CHAGE精選集 （1998年）
- CHAGE BEST SONGS/PROLOGUE （1998年）
- 倆角形 Duet Angle 20th anniversary （1999年）

NO PAIN NO GAIN
- Asian Communications Best （2008年）